# Parafia św. Mikołaja w Bratysławie
Parafia św. Mikołaja – parafia prawosławna w Bratysławie, w achidekanacie dla krajów: bratysławskiego, trnawskiego, trenczyńskiego i nitrzańskiego, w eparchii preszowskiej Kościoła Prawosławnego Czech i Słowacji.
Na terenie parafii funkcjonują 2 cerkwie:
- cerkiew św. Mikołaja w Bratysławie – parafialna
- cerkiew św. Rościsława w Bratysławie – filialna

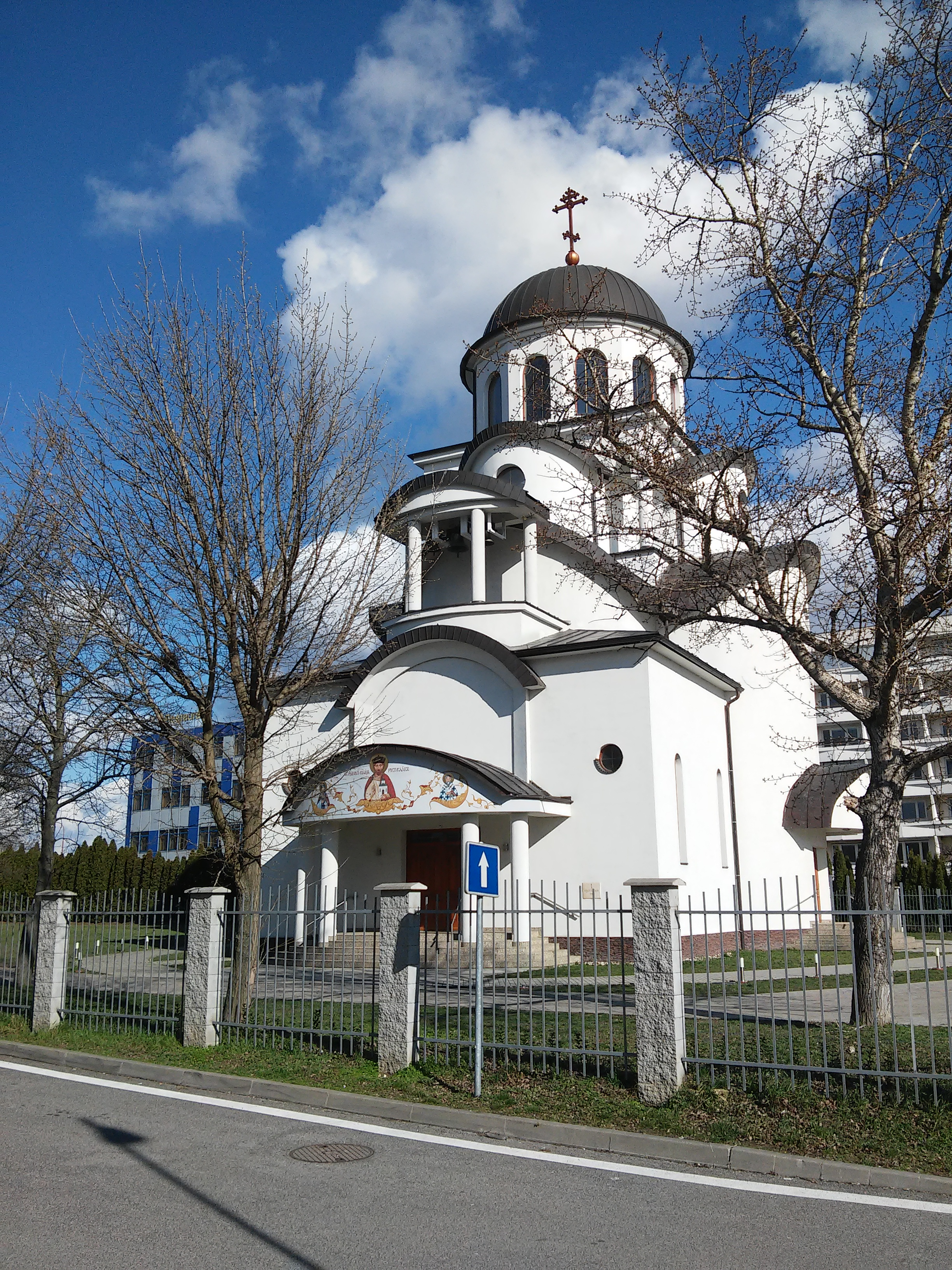
Cerkiew filialna św. Rościsława w Bratysławie

Parafia prowadzi działalność od 1945 r. Nabożeństwa odprawiane są według kalendarza juliańskiego.
Proboszczem parafii jest ks. Jozef Haverčák.